# Gérard Hoffmann
Gérard Hoffmann, parfois crédité Gérard Hoffman est un acteur français.

## Biographie
Gérard Hoffmann a tourné dans une vingtaine de films entre 1955 et 1991, avec des réalisateurs tels que Jean-Pierre Mocky, Jean-Luc Godard ou Yves Boisset. Il a inventé le mot « dragueur » et inspiré le film Les Dragueurs à Mocky.

## Filmographie

### Cinéma
- 1955 : Ça va barder de John Berry : Donald Lopez
- 1959 : Les Dragueurs de Jean-Pierre Mocky : Marco
- 1960 : Un couple de Jean-Pierre Mocky : Antoine
- 1960 : L'Ennemi dans l'ombre de Charles Gérard : le directeur de la prison
- 1962 : Snobs ! de Jean-Pierre Mocky : Courtin
- 1962 : Vivre sa vie de Jean-Luc Godard : le chef
- 1962 : Les Culottes rouges d'Alex Joffé : le sergent allemand à l'appel
- 1963 : Un drôle de paroissien de Jean-Pierre Mocky : le pilleur de troncs
- 1964 : La Cité de l'indicible peur de Jean-Pierre Mocky : un cavalier
- 1965 : La Grosse Caisse d'Alex Joffé : le patron du bistrot
- 1974 : Un linceul n'a pas de poches de Jean-Pierre Mocky : un homme de main
- 1975 : L'Ibis rouge de Jean-Pierre Mocky : l'artiste de cabaret
- 1977 : Le Roi des bricoleurs de Jean-Pierre Mocky : Fouret
- 1978 : Le Témoin de Jean-Pierre Mocky : l'inspecteur Henri Marquet
- 1979 : Le Piège à cons de Jean-Pierre Mocky : Hoby
- 1981 : Rencontre des nuages et du dragon de Lâm Lê (court métrage)
- 1981 : Nachtfahrer de Sönke Wortmann (court métrage)
- 1982 : Y a-t-il un Français dans la salle ? de Jean-Pierre Mocky : Le docteur
- 1988 : La Travestie d'Yves Boisset
- 1989 : Radio Corbeau d'Yves Boisset
- 1991 : Mocky story de Jean-Pierre Mocky : un snob

### Télévision
- 1984 : Manipulations de Marco Pico (téléfilm)